# Heinz Goerke
Heinz Goerke (* 13. Dezember 1917 in Allenstein; † 16. Juni 2014 in München) war ein deutscher Medizinhistoriker und Hochschullehrer. Er war zudem langjähriger Ärztlicher Direktor des Klinikums Großhadern. Goerke verfasste Monografien zur Kunst und Technik in der Medizin.

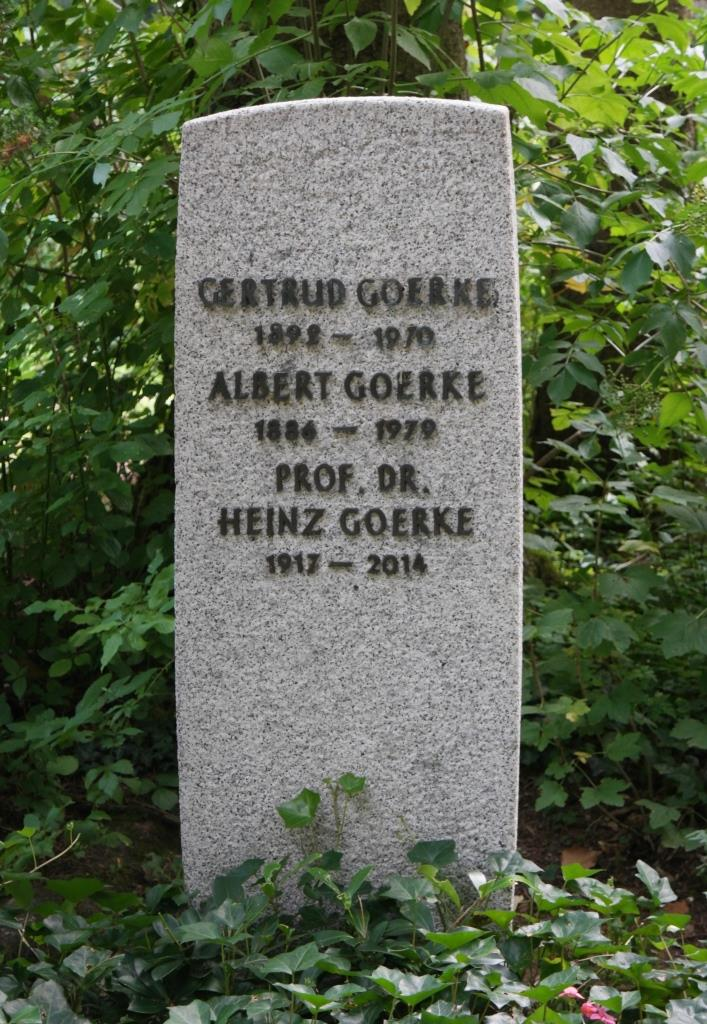
Grab von Heinz Goerke, Waldfriedhof München-Solln

## Lebenslauf
Heinz Goerke wurde am 13. Dezember 1917 in Allenstein/Olstyn in Ostpreußen als Sohn von Albert und Gertrud Goerke geborene Keßlau geboren und wuchs in den 1920er und 1930er Jahren in Potsdam auf. Von 1927 bis 1933 besuchte er die staatliche Bildungsanstalt Potsdam und von 1933 bis zu seinem Abitur 1937 das Viktoria-Gymnasium in Potsdam. Von 1939 bis 1943 studierte er Medizin in Berlin und Jena. 1943 wurde er promoviert. Am 7. März 1942 heiratete Heinz Goerke in Potsdam die Zahnärztin Ilse Goerke geborene Schumacher. Sein Medizinstudium war im Zweiten Weltkrieg 1943 durch seine Einberufung als Truppenarzt unterbrochen worden. Nach dem Krieg arbeitete er als Allgemeinmediziner in Potsdam. Anfang der 1950er Jahre zog das Ehepaar Goerke nach Ostberlin und später nach Westberlin, wo Heinz Goerke vor allem internistisch tätig war. Von 1952 bis 1957 lebte das Ehepaar Goerke in Schweden. In Schweden arbeitete Heinz Goerke als Röntgenologe im Krankenhaus von Örebro und Ilse Goerke als Zahnärztin in Kumla. 1956 wurde die gemeinsame Tochter Birgitta in Kumla geboren.
Von 1957 bis 1969 lebten die Goerkes wieder in Westberlin. Heinz Goerke arbeitete als Chefarzt der Röntgenabteilung des Beobachtungskrankenhauses der AOK Berlin und als Ärztlicher Direktor des Klinikums Steglitz. Gleichzeitig verfolgte er seine wissenschaftliche Tätigkeit als Medizinhistoriker, habilitierte sich 1960 in Berlin und wurde 1962 als ordentlicher Professor für Geschichte der Medizin an die Freie Universität Berlin berufen, wo er das Institut für Geschichte der Medizin neu errichtete und zur größten Einrichtung des Faches im Bundesgebiet machte.
1969 zogen die Goerkes nach München, wo Goerke als Nachfolger von Gernot Rath wirkte und von 1970 bis 1982 Ärztlicher Direktor des Klinikums Großhadern war. In München übernahm Heinz Goerke die Professur für Geschichte der Medizin an der Ludwigs-Maximilians-Universität, wurde damit Vorstand des Instituts für Geschichte der Medizin der Universität München und wurde Ärztlicher Direktor des Klinikums Großhaderns, eines neu geschaffenen Teilklinikums der Münchener Universität.
Goerke leitete in Deutschland den ersten internationalen Kongress für Geschichte der Medizin nach dem Zweiten Weltkrieg und war Initiator und erster Direktor des seit 1973 in Ingolstadt befindlichen Deutschen Medizinhistorischen Museums.
Goerke war Fachredakteur der Schweizer Zeitschrift Ars Medici.
Auch nach der Pensionierung von Heinz Goerke im Jahr 1986 wohnte das Ehepaar Goerke weiter in München-Solln und feierte dort 2012 gemeinsam seinen 70sten Hochzeitstag.
Im Jahr 2014 starb Heinz Goerke mit 97 Jahren. 2019 wurde eine Straße in München-Großhadern nach ihm benannt.

## Sonstiger Einfluss auf die Medizingeschichte
Mit Walter Artelt, Edith Heischkel und Gunter Mann (1924–1992) war Goerke Herausgeber der Zeitschrift Medizinhistorisches Journal. Wie Gerhard Baader und Gunter Mann soll Goerke im Rahmen der Spaltung von Mitgliedern der DGGMNT anlässlich der von Gernot Rath unterstützten, 1963 erfolgten Umhabilitierung des ehemaligen SS-Offiziers Alexander Berg nach Göttingen Edith Heischkel-Artelt, Walter Artelt und Paul Diepgen laut Florian G. Mildenberger die Treue gehalten haben und auf eine umfassende Aufklärung der Rolle der Medizingeschichte im Nationalsozialismus 1964 noch verzichtet haben. Im Jahr 1967 holte Goerke Gerhard Baader, der ab 1980 zu den Pionieren der historischen Forschung über die Rolle der Medizin im Nationalsozialismus zählte, als Assistenten an die Freie Universität Berlin.

## Ehrungen
- 1987: Bronzeportrait von Käte Krakow im Deutschen Medizinhistorischen Museum Ingolstadt
- seit 2015: Verleihung der Heinz-Goerke-Medaille durch den Verein der Freunde und Förderer der Medizinischen Fakultät der LMU München[8]
- Ehrendoktorwürde der Universitäten Lund
- Ehrendoktorwürde der Universität Istanbul

## Veröffentlichungen (Auswahl)
- Die Medizinische Fakultät von 1472 bis zur Gegenwart. In: Laetitia Boehm, Johannes Spörl (Hrsg.): Die Ludwig-Maximilians-Universität in ihren Fakultäten. Band 1. Berlin 1972, S. 185–280.
- Fünfundsiebzig Jahre Deutsche Röntgengesellschaft. Stuttgart 1980.
- Heilkunde im alten Potsdam. Olms, Hildesheim / Zürich / New York 2002, ISBN 3-487-11626-X.
- Arzt und Heilkunde: Vom Asklepiospriester zum Klinikarzt. 3000 Jahre Medizin. München 1984.
- Am Puls der Medizin: Arzt im 20. Jahrhundert; eine Autobiographie. Olms, Hildesheim / Zürich / New York 1996, ISBN 3-487-10293-5.
- Carl von Linné: 1707–1778. Arzt – Naturforscher – Systematiker. (= Große Naturforscher. Bd. 31). 2., erweiterte Auflage. Wiss. Verlags-Gesellschaft, Stuttgart 1989, ISBN 3-8047-0959-1.
- Berliner Ärzte: Selbstzeugnisse. Berlin Verlag, Berlin 1965.
- Die deutsch-schwedischen Beziehungen in der Medizin des achtzehnten Jahrhunderts (= Acta historica scientiarum naturalium et medicinalium. Band 16). Munksgaard, Kopenhagen 1958. (zugleich Habilitationsschrift FU Berlin 1960)
- Über die unspezifische Desensibilisierung von Augen-Allergosen mit Histamin. Dissertation. Berlin 1943.
- mit Heinz Müller-Dietz (Hrsg.): Verhandlungen des XX. Internationalen Kongresses für Geschichte der Medizin (Berlin, 22.–27. August 1966). Hildesheim 1968.
- mit Hans Diller und Karl Deichgräber (Hrsg.): Ars medica. Texte und Untersuchungen zur Quellenkunde der Alten Medizin. Schriftenreihe des Instituts für Geschichte der Medizin der Freien Universität Berlin. II. Abteilung: Griechisch-lateinische Medizin. Berlin 1968 ff.
- mit Paul Diepgen: Aschoff: Kurze Übersichtstabelle zur Geschichte der Medizin. 7., neubearbeitete Auflage. Springer-Verlag, Berlin / Heidelberg / New York 1960, ISBN 3-540-02498-0.
- als Hrsg. mit Jörn Henning Wolf: Neue Münchner Beiträge zur Geschichte der Medizin und Naturwissenschaften. Medizinhistorische Reihe. Werner Fritsch, München.